# Trò chơi thập niên 1920

## Trò chơi phát hành hoặc phát minh thập niên 1920
- Escalado (1928 hay 1929?)

## Sự kiện lớn liên quan đến trò chơi thập niên 1920
- Henry và Helal Hassenfeld thành lập công ty Hassenfeld Brothers (1923), sau đó rút ngắn tên gọi thành Hasbro (1968).